# بزرگ‌راه اهمیت نمی‌دهد
«بزرگ‌راه اهمیت نمی‌دهد» تک‌آهنگی از هنرمند اهل ایالات متحده آمریکا تیم مک‌گرا، تیلور سوئیفت با همراهی کیث اربن (نوازندهٔ گیتار) است که در ۲۵ مارس ۲۰۱۳ منتشر شد.
این تک‌آهنگ در جایگاه نخست جدول ترانه‌های رادیویی سبک کانتری و جایگاه ۲۲ جدول ۱۰۰ ترانه داغ بیلبورد ایالات متحده آمریکا جای گرفت. بیش از ۲ میلیون نسخه از بزرگ‌راه اهمیت نمی‌دهد در ایالات متحده آمریکا به فروش رفت.